# Taubaté
Taubaté város Brazíliában, São Paulo államban. Lakosainak száma 317 915 fő (2020. július 1.). Taubaté São Luiz do Paraitinga, Caçapava, Lagoinha, Monteiro Lobato, Pindamonhangaba, Redenção da Serra, Roseira és Tremembé községekkel határos.

## Népesség
A település népességének változása:
| Lakosok száma | 101 100 | 155 000 | 244 165 | 278 686 | 302 331 | 317 915 | 310 739 |
|               | 1970    | 1980    | 2000    | 2010    | 2015    | 2020    | 2022    |